# Polnische Regierung
Die Polnische Regierung (polnisch Rada Ministrów, Ministerrat) ist das Kabinett, das die Exekutivmacht in der Republik Polen ausübt. Sie wird von einem Ministerpräsidenten (polnisch Prezes Rady Ministrów, kurz Premier) und einem Ministerrat ausgeführt, die vom Staatspräsidenten ernannt werden und mit diesem gewisse Kompetenzen (Landesverteidigung, Außenpolitik) teilen, aber dem Parlament verantwortlich sind.

## Regierungen der Dritten Polnischen Republik

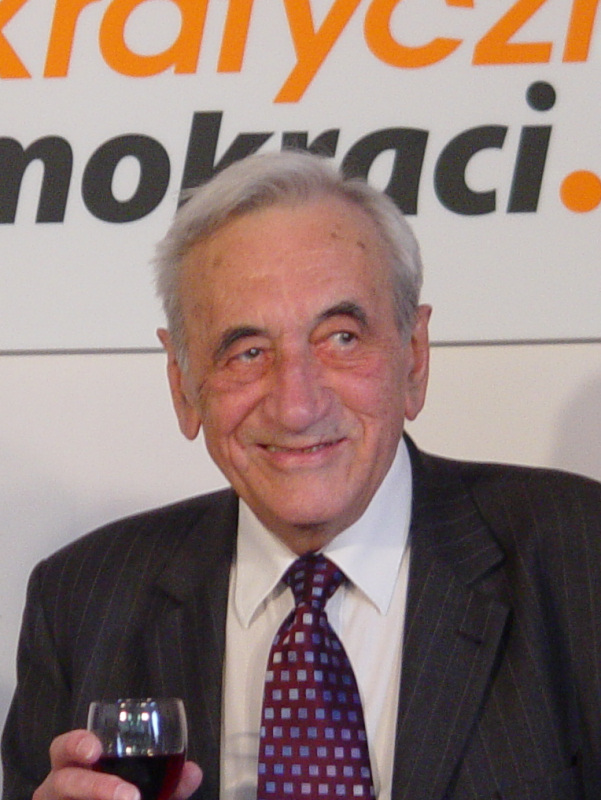
Erster Ministerpräsident der Dritten Polnischen Republik, Tadeusz Mazowiecki

Der Übergang vom kommunistischen Regime zur Dritten Polnischen Republik fand 1989 mit Hilfe des Runden Tisches statt, an dem neben den Vertretern der bisher regierenden kommunistischen PVAP, Vertreter der oppositionellen Gewerkschaft Solidarność, der katholischen Kirche sowie anderer gesellschaftlicher Gruppen teilnahmen.

### Regierung von Tadeusz Mazowiecki
Am 24. August 1989 wurde Tadeusz Mazowiecki zum ersten Ministerpräsidenten der Dritten Republik und damit zum ersten nichtkommunistischen Regierungschef der Nachkriegszeit gewählt. Von den 23 Mitgliedern der Regierung waren nur vier Vertreter der kommunistischen PVAP. Am 14. Dezember 1990 trat er von diesem Amt zurück.

### Regierung von Jan Bielecki
Nachfolger von Tadeusz Mazowiecki wurde für einige Monate Jan Bielecki, der sich in den 80er Jahren als wirtschaftspolitischer Berater der Gewerkschaft Solidarność hervorgetan hatte. Er unterstützte die Reformen seines Finanzministers Leszek Balcerowicz. Außenpolitisch setzte er auf enge Zusammenarbeit mit Deutschland. Er handelte mit Bundeskanzler Helmut Kohl den Deutsch-polnischen Nachbarschaftsvertrag aus, den die beiden am 17. Juni 1991 unterzeichneten. Am 5. Dezember 1991 war seine Amtszeit beendet.

### Regierung von Jan Olszewski
Ihm folgte im Amt des Ministerpräsidenten Jan Olszewski (23. Dezember 1991 bis 5. Juni 1992), der in den 80er Jahren als Rechtsberater für die Solidarność tätig war. In der Zeit von 1990 bis 1992 war er gleichzeitig Stellvertretender Vorsitzender der Gewerkschaft Solidarność.

### Regierung von Hanna Suchocka
Am 5. Juni 1992 wurde Waldemar Pawlak vom Staatspräsidenten Lech Wałęsa zum Ministerpräsidenten ernannt, konnte jedoch keine funktionsfähige Regierung bilden.
Ihm folgte vom 11. Juli 1992 bis 25. Oktober 1993 Hanna Suchocka. Im Mai 1993 scheiterte sie jedoch an einem Misstrauensvotum von den Abgeordneten der Gewerkschaft Solidarność, die mit der beschleunigten Liberalisierung der Wirtschaft nicht einverstanden waren. Der Staatspräsident Wałęsa löste das Parlament auf und setzte Neuwahlen an.

### Regierung von Waldemar Pawlak

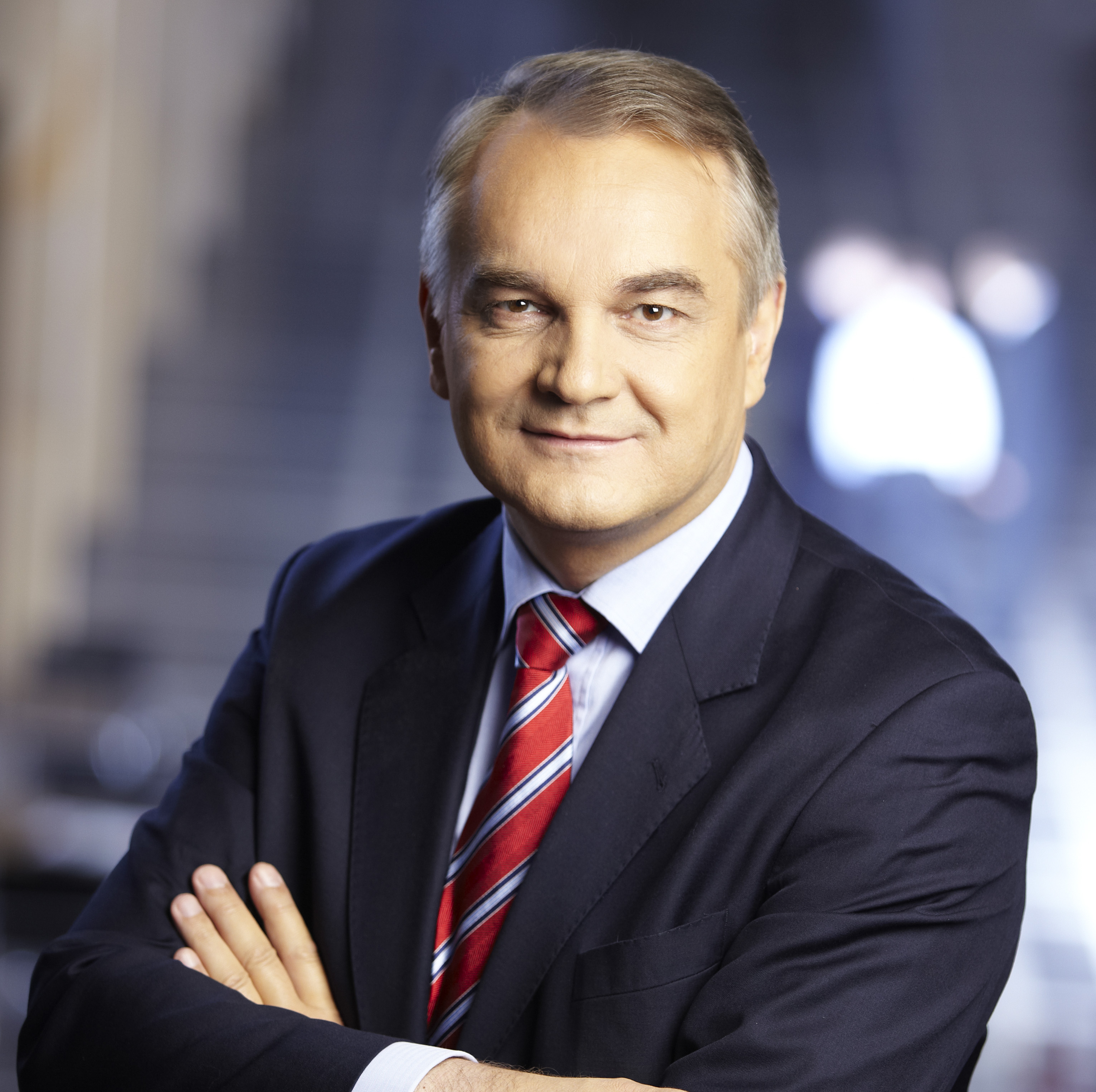
Waldemar Pawlak

Waldemar Pawlak übernahm wieder als Ministerpräsident die Koalitionsregierung aus PSL und SLD und regierte vom 26. Oktober 1993 bis 1. März 1995.

### Regierung von Józef Oleksy
Sein Nachfolger wurde Józef Oleksy, der vom 4. März 1995 bis 26. Januar 1996 regierte. Er kam aus der kommunistischen Partei PZPR, war in der Endphase der Volksrepublik Polen Minister für die Zusammenarbeit mit der Gewerkschaft Solidarność. 1996 trat er zurück, nachdem er in den Verdacht einer Zusammenarbeit mit dem sowjetischen beziehungsweise russischen Geheimdienst geriet. Bald darauf stellten sich die Vorwürfe jedoch als haltlos heraus.

### Regierung von Włodzimierz Cimoszewicz
Vom 15. Februar 1996 bis 17. Oktober 1997 war Włodzimierz Cimoszewicz Ministerpräsident einer sozialdemokratischen Regierung.

### Regierung von Jerzy Buzek

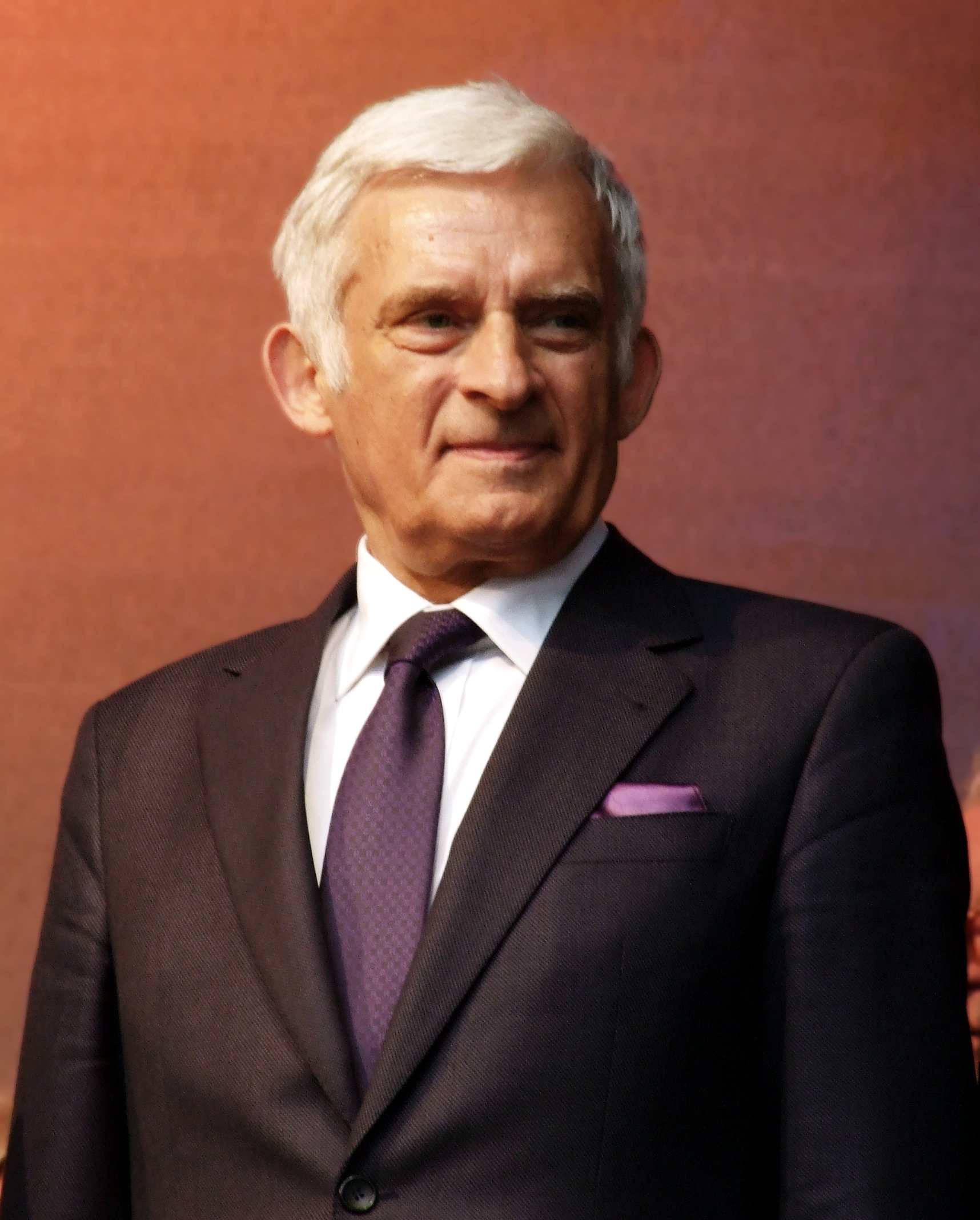
Jerzy Buzek

Nach der Parlamentswahl 1997 wurde Jerzy Buzek zum Ministerpräsidenten. Er regierte vom 17. Oktober 1997 bis 19. Oktober 2001. Dabei führte er zunächst eine Koalition der gemäßigt konservativen Akcja Wyborcza Solidarność (AWS) und der liberalen Unia Wolności (UW). Nach dem Ausscheiden der UW aus der Regierung im Jahr 2000 leitete er eine AWS-Minderheitsregierung.
Innerhalb seiner Amtszeit wurde u. a. die polnischen Regionen in 16 neue Woiwodschaften strukturiert. Im März 1999 traten Polen, Tschechien und Ungarn der NATO bei; Verhandlungen darüber hatten 1997 begonnen.
Die Politik Buzeks zielte auf eine rasche Hinführung Polens zur Europäischen Union ab. Seine Regierung hatte erhebliche Schwierigkeiten, die dafür notwendigen Maßnahmen innenpolitisch durchzusetzen. Der Popularitätsverlust führte zu Konflikten innerhalb der Regierungspartei AWS, die im September 2001 eine herbe Wahlniederlage erlitt.

### Regierung von Leszek Miller

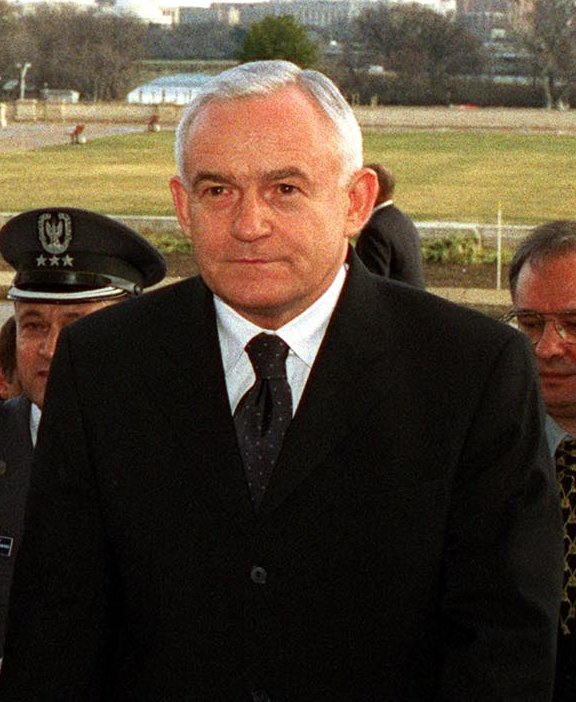
Leszek Miller

Vom 19. Oktober 2001 bis zum 2. Mai 2004 regierte Leszek Miller. Die Regierungszeit war durch zahlreiche Korruptionsaffären geprägt. Unmittelbar nach dem EU-Beitritt Polens trat Miller am 2. Mai 2004 zurück. Zuvor hatten 20 Abgeordnete Millers sozialdemokratische Partei (SLD) verlassen und damit die Basis für die Minderheitsregierung weiter geschmälert.

### Regierung von Marek Belka

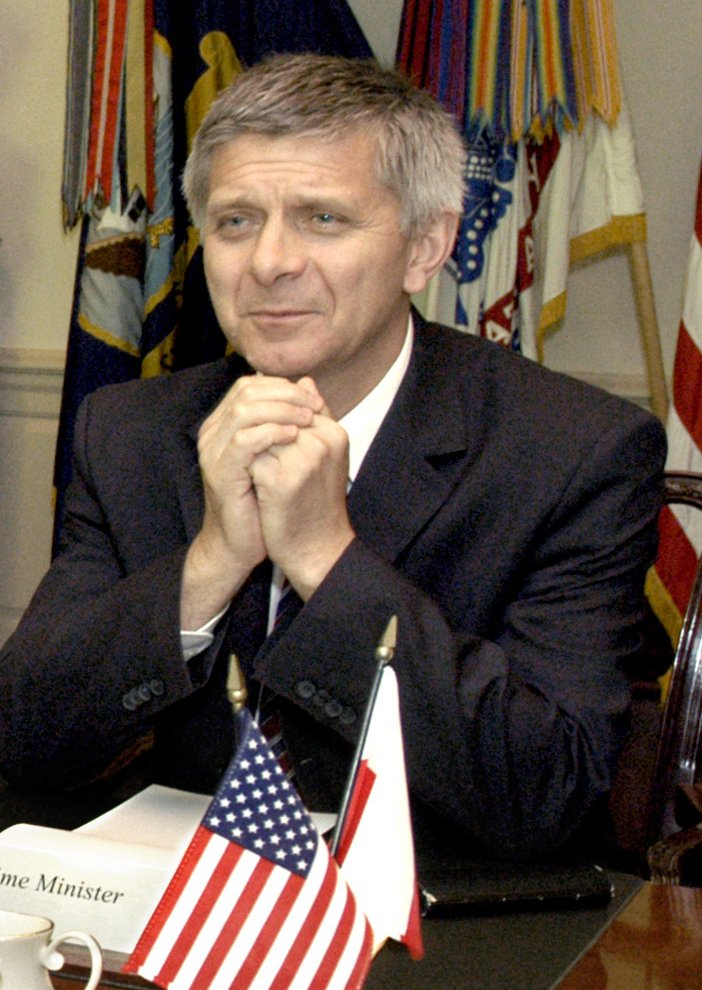
Marek Belka

Als Nachfolger wurde der ehemalige Finanzminister Marek Belka ernannt. Polen und neun andere Staaten wurden zum 1. Mai 2004 in die EU aufgenommen (EU-Erweiterung 2004). 
Nach den Parlamentswahlen im September 2005 endete die Legislaturperiode.

### Regierung von Kazimierz Marcinkiewicz
Am 10. November 2005 wurde eine Minderheitsregierung der PiS unter dem Ministerpräsidenten Kazimierz Marcinkiewicz das Vertrauen des Sejm ausgesprochen. Am 5. Mai 2006 bildete er mit der klerikal-nationalistischen LPR und der linkspopulistischen Bauernpartei Samoobrona eine Koalition, die im Sejm über eine Mehrheit verfügte. Die Vorsitzenden der beiden Koalitionspartner wurden zu stellvertretenden Ministerpräsidenten gewählt. Am 7. Juli 2006 kündigte Marcinkiewicz jedoch seinen Rücktritt als Ministerpräsident an, welcher am 10. Juli 2006 erfolgte.

### Regierung von Jarosław Kaczyński
Nach dem Rücktritt Marcinkiewicz’ am 7. Juli 2006 ließ sich der Zwillingsbruder des polnischen Präsidenten Lech Kaczyński, der PiS-Vorsitzende Jarosław Kaczyński, zum Ministerpräsidenten der Koalitionsregierung wählen. Jarosław Kaczyńskis nationalkonservativer politischer Kurs führte zu einer internationalen Isolation Polens, die bei dem Treffen des Europäischen Rates im Juni 2007 in einer Abstimmungsniederlage bei den Verhandlung des Reformvertrages gipfelte. Gleichzeitig verschärften sich die Spannungen zwischen den Koalitionspartnern in der Regierung, mehrere Minister der LPR und Samoobrona wurden von Kaczyński entlassen. Im August 2007 erklärte Kaczyński die Koalition für gescheitert und kündigte Neuwahlen für den 21. Oktober 2007 an. Am 7. September 2007 beschloss der Sejm seine Selbstauflösung.

### Regierungen von Donald Tusk

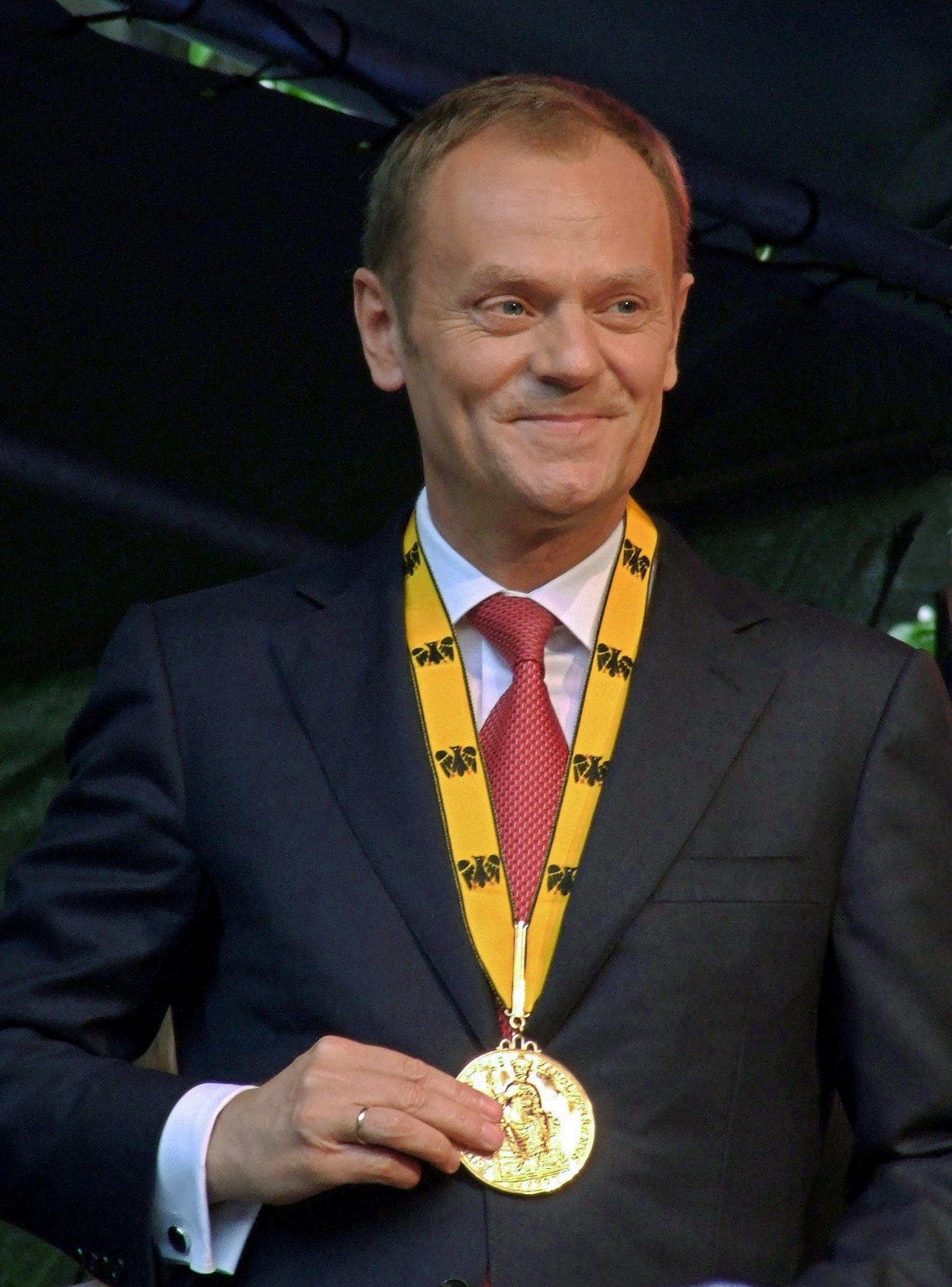
Donald Tusk bei der Karlspreis-Verleihung

Aus den Parlamentswahlen vom Oktober 2007 ging die die liberalkonservative PO als haushoher Sieger hervor.
Seit November 2007 bildeten die liberalkonservative PO und ihr Koalitionspartner, die gemäßigte Bauernpartei PSL, die Regierung unter dem Ministerpräsidenten Donald Tusk.
Bei der Parlamentswahl am 9. Oktober 2011 blieb die PO stärkste Partei und die Koalition wurde weitergeführt.
Am 13. Dezember 2023 bildete das Wahlbündnis KO, in dem die PO stärkste Kraft wurde, zusammen mit den Wahlbündnissen TD und Lewica eine neue Regierung mit Donald Tusk als Ministerpräsident. Die Vereidigung der Regierung verzögerte sich nach der Parlamentswahl am 15. Oktober 2023 aufgrund der Vereidigung des Kabinetts Morawiecki III durch Präsident Duda trotz fehlender Mehrheit in der Sejm am 27. November 2023.

### Regierung von Ewa Kopacz
Kopacz ersetzte im September 2014 den als Präsident des Europäischen Rates nach Brüssel wechselnden Tusk.

### Regierung von Beata Szydło
Die Parlamentswahl in Polen 2015 sorgte für einen Macht- und Politikwechsel, da die PiS 235 der 460 Sitze des Sejm errang, von November 2015 bis Dezember 2017 war Beata Szydło Regierungschefin. Durch die wiederholte Ernennung von drei Verfassungsrichtern auf bereits rechtmäßig besetzten Stellen entstand die Verfassungskrise.

### Regierungen von Mateusz Morawiecki
Mateusz Morawiecki war infolge des Amtsrücktritts von Beata Szydło seit dem 11. Dezember 2017 bis zum 13. Dezember 2023 neuer Ministerpräsident. Er wurde am 13. Dezember 2023 vom ehemaligen Ministerpräsident Donald Tusk abgelöst.